# Зеленчук Михайло Юрійович
Михайло Юрійович Зеленчу́к (псевдо: «Деркач»; 27 вересня 1924, с. Зелена, нині Надвірнянський район, Івано-Франківська область — 19 січня 2013, м. Івано-Франківськ) — учасник українського національно-визвольного руху. Член ОУН, воїн УПА. Політв'язень радянських тюрем і концтаборів (1955—1971). Член Головного проводу КУНу, голова Всеукраїнського братства ОУН-УПА (1991—2012). Керівник І Великого збору вояків УПА (1991). Автор мовознавчих і культурологічних досліджень.
Нагороджений срібною Медаллю об'єднання колишніх вояків-українців у Великій Британії, медаллю «За особливі заслуги», Орденом «За заслуги III ступеня» (Україна).

## Біографія
З 1944 вступив в ОУН і брав участь у визвольній боротьбі ОУН — УПА. Ройовий, чотовий УПА в сотні «Крука», куреня «Довбуша», бунчужний куреня «Бескид» ВО-4 «Говерла» (1946—1947), районовий референт СБ Надвірянщини.. 1948—1955 — у підпільній структурі ОУН. Хорунжий УПА.
Як згадував пан Михайло про буремні роки своєї юності: 
| Ми були посвячені в боротьбу. У сорокові роки виникли добрі передумови для створення незалежної соборної України, що не було просто сприятливим збігом історичних обставин чи справою одного дня. До цього наші національні провідники ретельно готувалися щонайменше упродовж десятиліття. У всіх населених пунктах Галичини були створені структури, паралельні окупаційній — польській, німецькій, російській — владі. Західні українці, особливо політично активна й інтелектуально підготовлена молодь, так хотіли бачити свою Україну повноцінною європейською державою, що готувалися віддати заради неї своє життя. У цьому твердженні немає ні на йоту перебільшення. |
Зиму 1953—1954 перебував в одній криївці з командиром ВО-4 «Говерла» Миколою Твердохлібом-«Громом». Він чудом уникнув загибелі 17 травня 1954 року разом із «Громом», коли їхній бункер був знайдений і оточений військами НКВС, бо напередодні був посланий командиром за харчами в село.
8 травня 1955 «Деркач» разом із «Ярковим» були схоплені енкаведистами, після того як агент підсипав їм у їжу наркотичні речовини. Протягом весни-літа цього ж року були схоплені ще сім підпільників. Вони стали обвинуваченими останнього великого судового процесу над учасниками збройного руху опору. Військовий трибунал Прикарпатського округу під головуванням судді Карплюка (за іншою версією Івано-Франківський обласний суд) 16 лютого 1956 року оголосив Михайлу Зеленчуку вирок за статтями 54-1, 54-ІІ КК УРСР до розстрілу. Так само, до розстрілу були засуджені ще три учасники процесу. Після трьох з половиною місяців перебування у камері смертників, 30 травня 1956 Михайлу Зеленчуку («Деркач»), Ярославу Обрубанському («Ярковий») і Дмитру Верхоляку («Дуб») вища міра покарання була замінена на 25 років ВТТ, а Лука Гринішак («Довбуш») 13 вересня 1956 року був розстріляний у Києві. П'ятеро інших підсудних — Степан Іванків («Остап»), М.Венгрин («Байда»), дружина Гринішака Ганна Попович («Ружа»), дружина Д. Верхоляка Катерина Яцків (Яско) та І.Дзепчук — були засуджені до різних термінів ув'язнення.
Михайло Зеленчук відбув у таборах Мордовії 16 років і 7 місяців. Брав участь в акціях протесту політв'язнів за свої права. Звільнений у листопаді 1971.
В 1990 році став організатором створення Всеукраїнського Братства ОУН-УПА Карпатського краю.
Наприкінці квітня 1991 в місті Львові був керівником на І Великого збору вояків ОУН-УПА, де був обраний головою Всеукраїнського братства ОУН-УПА. 17 травня 1991 року очолив пошукову групу, яка знайшла бункер полковника Грома. Після цього видав брошуру "Останні сальви", де описано події загибелі полковника Грома. У серпні 1992 року  у часописі  Державність було надруковано статтю Михайла Зеленчука "Підпільна боротьба в останній стадії 1950-1955рр."
Був членом УГС, НРУ, «Меморіалу». Михайло Зеленчук є автором книги "В'язень на літеру «ЗЕТ» (спогади учасника бойового підпілля УПА), а також етнографічних записів про звичаї та побут гуцулів. 

## Відзнаки
- Орден «За заслуги» III ст. (2008) — «За вагомий особистий внесок у справу єднання українського народу, розбудову демократичної, соціальної і правової держави та з нагоди Дня Соборності»[7]
- 24 травня 2015 року в Івано-Франківську відкрито пам'ятну дошку його імені[8]